# Prix de Saints
Pour les articles homonymes, voir Priest, Saint Priest, Saint-Priest, Saint Prix et Saint-Prix.
Priest de Clermont, connu sous le nom de saint Prix
Saint Prix, ou Priscus est un militaire, catholique et martyr du IIIe siècle.

## Biographie

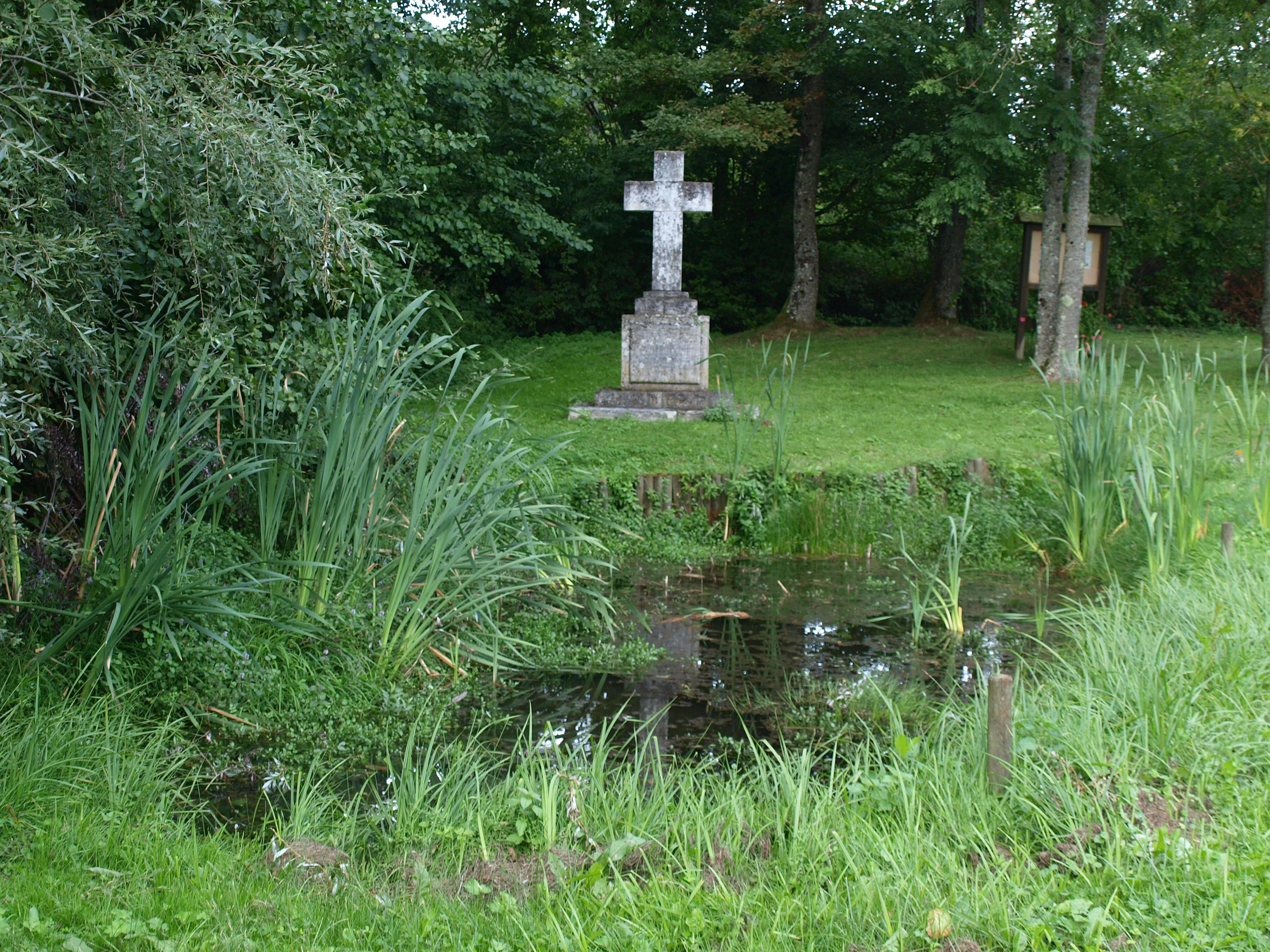
Saints en Puisaye :
Croix de saint Prix près de la source

C'est l'époque de la révolte des Bagaudes face à la fois au début des grandes invasions et aux exactions de l'Empire romain, conjointement avec le début du christianisme en Gaule et le culte au soleil de l'empereur Aurélien. 
Militaire, et chrétien originaire de la région de Besançon, Priscus fuit les persécutions et vient s’établir dans les forêts de Puisaye avec des compagnons, soldats chrétiens sous ses ordres. Poursuivi par les autorités romaines, la communauté se fait massacrer vers l'an 274 et Priscus est décapité, à proximité d'un village qui prendra subséquemment le nom de Saints. L’un de ses compagnons, Cotus, réussit à s’enfuir avec la tête du  futur saint mais est tué du côté de ce qui deviendra Saint-Bris.
Au Ve siècle, saint Germain, évêque d’Auxerre, découvre le puits mortuaire de Priscus et de sa communauté, où il élève un monastère appelé Cociaco (du nom du bourg existant) ; Cociaco devient alors Coucy-les-Saints (Cociacense ad Sanctos), puis Saints. Puis il trouve la tête de Priscus et fait édifier une église à cet endroit, qui devient alors Saint-Prix puis Saint-Brix par corruption du nom. Cette église est dédiée à saint Prix et saint Cot,. 
Vers 528, les moines déplacent le corps de saint Prix à Saint-Prest.
Le pays de Saints a gardé la mémoire de ces événements lointains. Le chemin de la Malerue est celui où saint Prix a été capturé et maltraité ; il s'appelle toujours ainsi, et relie le hameau de la Malerue à Saints en Puisaye. Le champ où saint Prix a été décapité s'appelait "le champ de saint Prix" jusqu'à la fin du XIXe siècle. À la sortie Est de Saints-en-Puisaye, une croix de Saint-Prix marque l'endroit d'une source dont la légende dit qu'elle jaillit sous le sabot du cheval de saint Prix au moment de son martyre. Encore maintenant, à la fin mai, le jour de la fête de Saint Prix, une procession a toujours lieu à la fontaine de Saints et la croix de Saint Prix.
Le monastère à Saints sera détruit par les Huns. Un abbé de Coucy-les-Saints est présent au synode diocésain d'Auxerre en 585 ; le monastère est donc alors en activité.